# Liste des communes du Cantal
Pour les autres listes de communes françaises, voir Listes des communes de France.
| - Carte des communes du Cantal. - Le Cantal en France métropolitaine. |

Cette page liste les 250 communes du département français du Cantal au 1er janvier 2025.

## Histoire
En 2019, le Cantal est le 30e département français ayant le moins de communes. En raison de leur situation en milieu rural, les communes cantaliennes sont particulièrement étendues (moyenne de 23,28 km2 contre une moyenne nationale de 14,88 km2) et faiblement peuplées (moyenne de 593 habitants contre une moyenne nationale de 1 864 habitants).
À l'origine, le 22 février 1790, le Cantal comptait 273 communes. Il leur fut attribué 267 numéros de code Insee en 1943, auxquels s'ajoutèrent ceux de 2 communes créés postérieurement (Le Rouget en 1945 et Besse en 1953).
Le 1er janvier 2025 la commune de Neussargues en Pinatelle est dissoute et ses cinq communes déléguées sont rétablies. Le nombre de communes du département passe de 246 à 250.

## Liste des communes
Le tableau suivant donne la liste des communes au 1er janvier 2025, en précisant leur code Insee, leur code postal principal, leur arrondissement, leur canton, leur intercommunalité, leur superficie, leur population et leur densité, d'après les chiffres de l'Insee issus du recensement 2022,.
| Nom                           | Code Insee | Code postal | Arrondissement | Canton                           | Intercommunalité                   | Superficie (km2) | Population (dernière pop. légale) | Densité (hab./km2) | Modifier                                    |
| ----------------------------- | ---------- | ----------- | -------------- | -------------------------------- | ---------------------------------- | ---------------- | --------------------------------- | ------------------ | ------------------------------------------- |
| Aurillac (préfecture)         | 15014      | 15000       | Aurillac       | Aurillac-1 Aurillac-2 Aurillac-3 | CA du Bassin d'Aurillac            | 28,76            | 26 189 (2022)                     | 911                | modifier les données · modifier les données |
| Albepierre-Bredons            | 15025      | 15300       | Saint-Flour    | Murat                            | CC Hautes Terres Communauté        | 34,42            | 240 (2022)                        | 7,0                | modifier les données · modifier les données |
| Allanche                      | 15001      | 15160       | Saint-Flour    | Murat                            | CC Hautes Terres Communauté        | 49,89            | 783 (2022)                        | 16                 | modifier les données · modifier les données |
| Alleuze                       | 15002      | 15100       | Saint-Flour    | Neuvéglise-sur-Truyère           | CC Saint-Flour Communauté          | 22,85            | 225 (2022)                        | 9,8                | modifier les données · modifier les données |
| Ally                          | 15003      | 15700       | Mauriac        | Mauriac                          | CC du Pays de Salers               | 23,11            | 596 (2022)                        | 26                 | modifier les données · modifier les données |
| Andelat                       | 15004      | 15100       | Saint-Flour    | Saint-Flour-1                    | CC Saint-Flour Communauté          | 21,05            | 474 (2022)                        | 23                 | modifier les données · modifier les données |
| Anglards-de-Saint-Flour       | 15005      | 15100       | Saint-Flour    | Neuvéglise-sur-Truyère           | CC Saint-Flour Communauté          | 12,28            | 403 (2022)                        | 33                 | modifier les données · modifier les données |
| Anglards-de-Salers            | 15006      | 15380       | Mauriac        | Mauriac                          | CC du Pays de Salers               | 48,36            | 724 (2022)                        | 15                 | modifier les données · modifier les données |
| Anterrieux                    | 15007      | 15110       | Saint-Flour    | Neuvéglise-sur-Truyère           | CC Saint-Flour Communauté          | 16,16            | 122 (2022)                        | 7,5                | modifier les données · modifier les données |
| Antignac                      | 15008      | 15240       | Mauriac        | Ydes                             | CC Sumène Artense                  | 16,02            | 282 (2022)                        | 18                 | modifier les données · modifier les données |
| Apchon                        | 15009      | 15400       | Mauriac        | Riom-ès-Montagnes                | CC du Pays Gentiane                | 12,43            | 180 (2022)                        | 14                 | modifier les données · modifier les données |
| Arches                        | 15010      | 15200       | Mauriac        | Ydes                             | CC du Pays de Mauriac              | 16,15            | 203 (2022)                        | 13                 | modifier les données · modifier les données |
| Arnac                         | 15011      | 15150       | Aurillac       | Saint-Paul-des-Landes            | CC de la Châtaigneraie Cantalienne | 20,15            | 178 (2022)                        | 8,8                | modifier les données · modifier les données |
| Arpajon-sur-Cère              | 15012      | 15130       | Aurillac       | Arpajon-sur-Cère                 | CA du Bassin d'Aurillac            | 47,67            | 6 363 (2022)                      | 133                | modifier les données · modifier les données |
| Auriac-l'Église               | 15013      | 15500       | Saint-Flour    | Saint-Flour-1                    | CC Hautes Terres Communauté        | 19,73            | 142 (2022)                        | 7,2                | modifier les données · modifier les données |
| Auzers                        | 15015      | 15240       | Mauriac        | Riom-ès-Montagnes                | CC du Pays de Mauriac              | 19,27            | 161 (2022)                        | 8,4                | modifier les données · modifier les données |
| Ayrens                        | 15016      | 15250       | Aurillac       | Saint-Paul-des-Landes            | CA du Bassin d'Aurillac            | 25,50            | 618 (2022)                        | 24                 | modifier les données · modifier les données |
| Badailhac                     | 15017      | 15800       | Aurillac       | Vic-sur-Cère                     | CC Cère et Goul en Carladès        | 12,48            | 130 (2022)                        | 10                 | modifier les données · modifier les données |
| Barriac-les-Bosquets          | 15018      | 15700       | Mauriac        | Mauriac                          | CC du Pays de Salers               | 12,80            | 138 (2022)                        | 11                 | modifier les données · modifier les données |
| Bassignac                     | 15019      | 15240       | Mauriac        | Ydes                             | CC Sumène Artense                  | 11,95            | 222 (2022)                        | 19                 | modifier les données · modifier les données |
| Beaulieu                      | 15020      | 15270       | Mauriac        | Ydes                             | CC Sumène Artense                  | 7,64             | 84 (2022)                         | 11                 | modifier les données · modifier les données |
| Besse                         | 15269      | 15140       | Aurillac       | Naucelles                        | CC du Pays de Salers               | 3,77             | 131 (2022)                        | 35                 | modifier les données · modifier les données |
| Boisset                       | 15021      | 15600       | Aurillac       | Maurs                            | CC de la Châtaigneraie Cantalienne | 37,73            | 665 (2022)                        | 18                 | modifier les données · modifier les données |
| Bonnac                        | 15022      | 15500       | Saint-Flour    | Saint-Flour-1                    | CC Hautes Terres Communauté        | 22,60            | 160 (2022)                        | 7,1                | modifier les données · modifier les données |
| Brageac                       | 15024      | 15700       | Mauriac        | Mauriac                          | CC du Pays de Salers               | 12,23            | 77 (2022)                         | 6,3                | modifier les données · modifier les données |
| Brezons                       | 15026      | 15230       | Saint-Flour    | Saint-Flour-2                    | CC Saint-Flour Communauté          | 43,20            | 179 (2022)                        | 4,1                | modifier les données · modifier les données |
| Carlat                        | 15028      | 15130       | Aurillac       | Vic-sur-Cère                     | CA du Bassin d'Aurillac            | 20,88            | 390 (2022)                        | 19                 | modifier les données · modifier les données |
| Cassaniouze                   | 15029      | 15340       | Aurillac       | Arpajon-sur-Cère                 | CC de la Châtaigneraie Cantalienne | 35,84            | 503 (2022)                        | 14                 | modifier les données · modifier les données |
| Cayrols                       | 15030      | 15290       | Aurillac       | Saint-Paul-des-Landes            | CC de la Châtaigneraie Cantalienne | 9,22             | 297 (2022)                        | 32                 | modifier les données · modifier les données |
| Celles                        | 15031      | 15170       | Saint-Flour    | Murat                            | CC Hautes Terres Communauté        | 18,35            | 217 (2022)                        | 12                 | modifier les données · modifier les données |
| Celoux                        | 15032      | 15500       | Saint-Flour    | Neuvéglise-sur-Truyère           | CC Hautes Terres Communauté        | 9,62             | 58 (2022)                         | 6,0                | modifier les données · modifier les données |
| Cézens                        | 15033      | 15230       | Saint-Flour    | Saint-Flour-2                    | CC Saint-Flour Communauté          | 31,82            | 217 (2022)                        | 6,8                | modifier les données · modifier les données |
| Chaliers                      | 15034      | 15320       | Saint-Flour    | Neuvéglise-sur-Truyère           | CC Saint-Flour Communauté          | 18,37            | 139 (2022)                        | 7,6                | modifier les données · modifier les données |
| Chalinargues                  | 15035      | 15170       | Saint-Flour    | Murat                            | CC Hautes Terres Communauté        | 27,55            | 311 (2022)                        | 11                 | modifier les données · modifier les données |
| Chalvignac                    | 15036      | 15200       | Mauriac        | Mauriac                          | CC du Pays de Mauriac              | 35,89            | 457 (2022)                        | 13                 | modifier les données · modifier les données |
| Champagnac                    | 15037      | 15350       | Mauriac        | Ydes                             | CC Sumène Artense                  | 28,01            | 1 023 (2022)                      | 37                 | modifier les données · modifier les données |
| Champs-sur-Tarentaine-Marchal | 15038      | 15270       | Mauriac        | Ydes                             | CC Sumène Artense                  | 60,32            | 1 028 (2022)                      | 17                 | modifier les données · modifier les données |
| Chanterelle                   | 15040      | 15190       | Saint-Flour    | Riom-ès-Montagnes                | CC du Pays Gentiane                | 19,72            | 99 (2022)                         | 5,0                | modifier les données · modifier les données |
| La Chapelle-d'Alagnon         | 15041      | 15300       | Saint-Flour    | Murat                            | CC Hautes Terres Communauté        | 9,20             | 258 (2022)                        | 28                 | modifier les données · modifier les données |
| La Chapelle-Laurent           | 15042      | 15500       | Saint-Flour    | Saint-Flour-1                    | CC Hautes Terres Communauté        | 26,09            | 239 (2022)                        | 9,2                | modifier les données · modifier les données |
| Charmensac                    | 15043      | 15500       | Saint-Flour    | Murat                            | CC Hautes Terres Communauté        | 15,17            | 72 (2022)                         | 4,7                | modifier les données · modifier les données |
| Chaudes-Aigues                | 15045      | 15110       | Saint-Flour    | Neuvéglise-sur-Truyère           | CC Saint-Flour Communauté          | 53,16            | 814 (2022)                        | 15                 | modifier les données · modifier les données |
| Chaussenac                    | 15046      | 15700       | Mauriac        | Mauriac                          | CC du Pays de Salers               | 16,13            | 223 (2022)                        | 14                 | modifier les données · modifier les données |
| Chavagnac                     | 15047      | 15300       | Saint-Flour    | Murat                            | CC Hautes Terres Communauté        | 16,58            | 91 (2022)                         | 5,5                | modifier les données · modifier les données |
| Chazelles                     | 15048      | 15500       | Saint-Flour    | Neuvéglise-sur-Truyère           | CC Hautes Terres Communauté        | 6,28             | 33 (2022)                         | 5,3                | modifier les données · modifier les données |
| Cheylade                      | 15049      | 15400       | Saint-Flour    | Murat                            | CC du Pays Gentiane                | 32,81            | 224 (2022)                        | 6,8                | modifier les données · modifier les données |
| Le Claux                      | 15050      | 15400       | Saint-Flour    | Murat                            | CC du Pays Gentiane                | 28,07            | 161 (2022)                        | 5,7                | modifier les données · modifier les données |
| Clavières                     | 15051      | 15320       | Saint-Flour    | Neuvéglise-sur-Truyère           | CC Saint-Flour Communauté          | 44,66            | 193 (2022)                        | 4,3                | modifier les données · modifier les données |
| Collandres                    | 15052      | 15400       | Mauriac        | Riom-ès-Montagnes                | CC du Pays Gentiane                | 43,32            | 157 (2022)                        | 3,6                | modifier les données · modifier les données |
| Coltines                      | 15053      | 15170       | Saint-Flour    | Saint-Flour-1                    | CC Saint-Flour Communauté          | 19,02            | 428 (2022)                        | 23                 | modifier les données · modifier les données |
| Condat                        | 15054      | 15190       | Saint-Flour    | Riom-ès-Montagnes                | CC du Pays Gentiane                | 40,24            | 950 (2022)                        | 24                 | modifier les données · modifier les données |
| Coren                         | 15055      | 15100       | Saint-Flour    | Saint-Flour-1                    | CC Saint-Flour Communauté          | 16,86            | 445 (2022)                        | 26                 | modifier les données · modifier les données |
| Crandelles                    | 15056      | 15250       | Aurillac       | Naucelles                        | CA du Bassin d'Aurillac            | 12,46            | 870 (2022)                        | 70                 | modifier les données · modifier les données |
| Cros-de-Montvert              | 15057      | 15150       | Aurillac       | Saint-Paul-des-Landes            | CC de la Châtaigneraie Cantalienne | 29,28            | 192 (2022)                        | 6,6                | modifier les données · modifier les données |
| Cros-de-Ronesque              | 15058      | 15130       | Aurillac       | Vic-sur-Cère                     | CC Cère et Goul en Carladès        | 16,23            | 147 (2022)                        | 9,1                | modifier les données · modifier les données |
| Cussac                        | 15059      | 15430       | Saint-Flour    | Saint-Flour-2                    | CC Saint-Flour Communauté          | 13,68            | 120 (2022)                        | 8,8                | modifier les données · modifier les données |
| Deux-Verges                   | 15060      | 15110       | Saint-Flour    | Neuvéglise-sur-Truyère           | CC Saint-Flour Communauté          | 11,20            | 53 (2022)                         | 4,7                | modifier les données · modifier les données |
| Dienne                        | 15061      | 15300       | Saint-Flour    | Murat                            | CC Hautes Terres Communauté        | 46,33            | 238 (2022)                        | 5,1                | modifier les données · modifier les données |
| Drugeac                       | 15063      | 15140       | Mauriac        | Mauriac                          | CC du Pays de Mauriac              | 18,24            | 323 (2022)                        | 18                 | modifier les données · modifier les données |
| Escorailles                   | 15064      | 15700       | Mauriac        | Mauriac                          | CC du Pays de Salers               | 2,79             | 83 (2022)                         | 30                 | modifier les données · modifier les données |
| Espinasse                     | 15065      | 15110       | Saint-Flour    | Neuvéglise-sur-Truyère           | CC Saint-Flour Communauté          | 16,72            | 79 (2022)                         | 4,7                | modifier les données · modifier les données |
| Le Falgoux                    | 15066      | 15380       | Mauriac        | Riom-ès-Montagnes                | CC du Pays de Salers               | 30,59            | 116 (2022)                        | 3,8                | modifier les données · modifier les données |
| Le Fau                        | 15067      | 15140       | Mauriac        | Mauriac                          | CC du Pays de Salers               | 19,46            | 31 (2022)                         | 1,6                | modifier les données · modifier les données |
| Ferrières-Saint-Mary          | 15069      | 15170       | Saint-Flour    | Saint-Flour-1                    | CC Hautes Terres Communauté        | 19,17            | 238 (2022)                        | 12                 | modifier les données · modifier les données |
| Fontanges                     | 15070      | 15140       | Mauriac        | Mauriac                          | CC du Pays de Salers               | 18,04            | 208 (2022)                        | 12                 | modifier les données · modifier les données |
| Freix-Anglards                | 15072      | 15310       | Aurillac       | Naucelles                        | CC du Pays de Salers               | 17,69            | 216 (2022)                        | 12                 | modifier les données · modifier les données |
| Fridefont                     | 15073      | 15110       | Saint-Flour    | Neuvéglise-sur-Truyère           | CC Saint-Flour Communauté          | 13,96            | 95 (2022)                         | 6,8                | modifier les données · modifier les données |
| Giou-de-Mamou                 | 15074      | 15130       | Aurillac       | Vic-sur-Cère                     | CA du Bassin d'Aurillac            | 14,23            | 736 (2022)                        | 52                 | modifier les données · modifier les données |
| Girgols                       | 15075      | 15310       | Aurillac       | Naucelles                        | CC du Pays de Salers               | 12,62            | 71 (2022)                         | 5,6                | modifier les données · modifier les données |
| Glénat                        | 15076      | 15150       | Aurillac       | Saint-Paul-des-Landes            | CC de la Châtaigneraie Cantalienne | 24,27            | 174 (2022)                        | 7,2                | modifier les données · modifier les données |
| Gourdièges                    | 15077      | 15230       | Saint-Flour    | Saint-Flour-2                    | CC Saint-Flour Communauté          | 8,46             | 68 (2022)                         | 8,0                | modifier les données · modifier les données |
| Jabrun                        | 15078      | 15110       | Saint-Flour    | Neuvéglise-sur-Truyère           | CC Saint-Flour Communauté          | 34,03            | 155 (2022)                        | 4,6                | modifier les données · modifier les données |
| Jaleyrac                      | 15079      | 15200       | Mauriac        | Ydes                             | CC du Pays de Mauriac              | 16,86            | 360 (2022)                        | 21                 | modifier les données · modifier les données |
| Jou-sous-Monjou               | 15081      | 15800       | Aurillac       | Vic-sur-Cère                     | CC Cère et Goul en Carladès        | 6,16             | 107 (2022)                        | 17                 | modifier les données · modifier les données |
| Joursac                       | 15080      | 15170       | Saint-Flour    | Murat                            | CC Hautes Terres Communauté        | 21,11            | 155 (2022)                        | 7,3                | modifier les données · modifier les données |
| Junhac                        | 15082      | 15120       | Aurillac       | Arpajon-sur-Cère                 | CC de la Châtaigneraie Cantalienne | 27,71            | 288 (2022)                        | 10                 | modifier les données · modifier les données |
| Jussac                        | 15083      | 15250       | Aurillac       | Naucelles                        | CA du Bassin d'Aurillac            | 18,43            | 2 040 (2022)                      | 111                | modifier les données · modifier les données |
| Labesserette                  | 15084      | 15120       | Aurillac       | Arpajon-sur-Cère                 | CC de la Châtaigneraie Cantalienne | 13,64            | 297 (2022)                        | 22                 | modifier les données · modifier les données |
| Labrousse                     | 15085      | 15130       | Aurillac       | Vic-sur-Cère                     | CA du Bassin d'Aurillac            | 19,86            | 480 (2022)                        | 24                 | modifier les données · modifier les données |
| Lacapelle-Barrès              | 15086      | 15230       | Saint-Flour    | Saint-Flour-2                    | CC Saint-Flour Communauté          | 6,30             | 59 (2022)                         | 9,4                | modifier les données · modifier les données |
| Lacapelle-del-Fraisse         | 15087      | 15120       | Aurillac       | Arpajon-sur-Cère                 | CC de la Châtaigneraie Cantalienne | 15,29            | 402 (2022)                        | 26                 | modifier les données · modifier les données |
| Lacapelle-Viescamp            | 15088      | 15150       | Aurillac       | Saint-Paul-des-Landes            | CA du Bassin d'Aurillac            | 15,62            | 520 (2022)                        | 33                 | modifier les données · modifier les données |
| Ladinhac                      | 15089      | 15120       | Aurillac       | Arpajon-sur-Cère                 | CC de la Châtaigneraie Cantalienne | 26,72            | 435 (2022)                        | 16                 | modifier les données · modifier les données |
| Lafeuillade-en-Vézie          | 15090      | 15130       | Aurillac       | Arpajon-sur-Cère                 | CC de la Châtaigneraie Cantalienne | 16,54            | 591 (2022)                        | 36                 | modifier les données · modifier les données |
| Landeyrat                     | 15091      | 15160       | Saint-Flour    | Murat                            | CC Hautes Terres Communauté        | 21,28            | 86 (2022)                         | 4,0                | modifier les données · modifier les données |
| Lanobre                       | 15092      | 15270       | Mauriac        | Ydes                             | CC Sumène Artense                  | 40,99            | 1 350 (2022)                      | 33                 | modifier les données · modifier les données |
| Lapeyrugue                    | 15093      | 15120       | Aurillac       | Arpajon-sur-Cère                 | CC de la Châtaigneraie Cantalienne | 8,47             | 94 (2022)                         | 11                 | modifier les données · modifier les données |
| Laroquebrou                   | 15094      | 15150       | Aurillac       | Saint-Paul-des-Landes            | CC de la Châtaigneraie Cantalienne | 17,15            | 791 (2022)                        | 46                 | modifier les données · modifier les données |
| Laroquevieille                | 15095      | 15250       | Aurillac       | Naucelles                        | CA du Bassin d'Aurillac            | 15,68            | 349 (2022)                        | 22                 | modifier les données · modifier les données |
| Lascelle                      | 15096      | 15590       | Aurillac       | Vic-sur-Cère                     | CA du Bassin d'Aurillac            | 19,10            | 266 (2022)                        | 14                 | modifier les données · modifier les données |
| Lastic                        | 15097      | 15500       | Saint-Flour    | Saint-Flour-1                    | CC Saint-Flour Communauté          | 10,47            | 108 (2022)                        | 10                 | modifier les données · modifier les données |
| Laurie                        | 15098      | 15500       | Saint-Flour    | Saint-Flour-1                    | CC Hautes Terres Communauté        | 19,23            | 84 (2022)                         | 4,4                | modifier les données · modifier les données |
| Laveissenet                   | 15100      | 15300       | Saint-Flour    | Murat                            | CC Hautes Terres Communauté        | 10,79            | 135 (2022)                        | 13                 | modifier les données · modifier les données |
| Laveissière                   | 15101      | 15300       | Saint-Flour    | Murat                            | CC Hautes Terres Communauté        | 34,93            | 526 (2022)                        | 15                 | modifier les données · modifier les données |
| Lavigerie                     | 15102      | 15300       | Saint-Flour    | Murat                            | CC Hautes Terres Communauté        | 24,25            | 113 (2022)                        | 4,7                | modifier les données · modifier les données |
| Leucamp                       | 15103      | 15120       | Aurillac       | Arpajon-sur-Cère                 | CC de la Châtaigneraie Cantalienne | 13,50            | 244 (2022)                        | 18                 | modifier les données · modifier les données |
| Leynhac                       | 15104      | 15600       | Aurillac       | Maurs                            | CC de la Châtaigneraie Cantalienne | 27,68            | 315 (2022)                        | 11                 | modifier les données · modifier les données |
| Leyvaux                       | 15105      | 43450       | Saint-Flour    | Saint-Flour-1                    | CC Hautes Terres Communauté        | 14,95            | 36 (2022)                         | 2,4                | modifier les données · modifier les données |
| Lieutadès                     | 15106      | 15110       | Saint-Flour    | Neuvéglise-sur-Truyère           | CC Saint-Flour Communauté          | 39,91            | 171 (2022)                        | 4,3                | modifier les données · modifier les données |
| Lorcières                     | 15107      | 15320       | Saint-Flour    | Neuvéglise-sur-Truyère           | CC Saint-Flour Communauté          | 21,82            | 163 (2022)                        | 7,5                | modifier les données · modifier les données |
| Lugarde                       | 15110      | 15190       | Saint-Flour    | Riom-ès-Montagnes                | CC du Pays Gentiane                | 13,43            | 119 (2022)                        | 8,9                | modifier les données · modifier les données |
| Madic                         | 15111      | 15210       | Mauriac        | Ydes                             | CC Sumène Artense                  | 6,63             | 204 (2022)                        | 31                 | modifier les données · modifier les données |
| Malbo                         | 15112      | 15230       | Saint-Flour    | Saint-Flour-2                    | CC Saint-Flour Communauté          | 29,34            | 89 (2022)                         | 3,0                | modifier les données · modifier les données |
| Mandailles-Saint-Julien       | 15113      | 15590       | Aurillac       | Vic-sur-Cère                     | CA du Bassin d'Aurillac            | 35,37            | 174 (2022)                        | 4,9                | modifier les données · modifier les données |
| Marcenat                      | 15114      | 15190       | Saint-Flour    | Riom-ès-Montagnes                | CC Hautes Terres Communauté        | 51,47            | 510 (2022)                        | 9,9                | modifier les données · modifier les données |
| Marchastel                    | 15116      | 15400       | Saint-Flour    | Riom-ès-Montagnes                | CC du Pays Gentiane                | 22,92            | 132 (2022)                        | 5,8                | modifier les données · modifier les données |
| Marcolès                      | 15117      | 15220       | Aurillac       | Maurs                            | CC de la Châtaigneraie Cantalienne | 52,89            | 593 (2022)                        | 11                 | modifier les données · modifier les données |
| Marmanhac                     | 15118      | 15250       | Aurillac       | Naucelles                        | CA du Bassin d'Aurillac            | 24,24            | 686 (2022)                        | 28                 | modifier les données · modifier les données |
| Massiac                       | 15119      | 15500       | Saint-Flour    | Saint-Flour-1                    | CC Hautes Terres Communauté        | 34,78            | 1 801 (2022)                      | 52                 | modifier les données · modifier les données |
| Mauriac                       | 15120      | 15200       | Mauriac        | Mauriac                          | CC du Pays de Mauriac              | 27,61            | 3 503 (2022)                      | 127                | modifier les données · modifier les données |
| Maurines                      | 15121      | 15110       | Saint-Flour    | Neuvéglise-sur-Truyère           | CC Saint-Flour Communauté          | 14,29            | 104 (2022)                        | 7,3                | modifier les données · modifier les données |
| Maurs                         | 15122      | 15600       | Aurillac       | Maurs                            | CC de la Châtaigneraie Cantalienne | 30,84            | 2 131 (2022)                      | 69                 | modifier les données · modifier les données |
| Méallet                       | 15123      | 15200       | Mauriac        | Riom-ès-Montagnes                | CC du Pays de Mauriac              | 21,52            | 154 (2022)                        | 7,2                | modifier les données · modifier les données |
| Menet                         | 15124      | 15400       | Mauriac        | Riom-ès-Montagnes                | CC du Pays Gentiane                | 29,86            | 531 (2022)                        | 18                 | modifier les données · modifier les données |
| Mentières                     | 15125      | 15100       | Saint-Flour    | Saint-Flour-1                    | CC Saint-Flour Communauté          | 13,17            | 124 (2022)                        | 9,4                | modifier les données · modifier les données |
| Molèdes                       | 15126      | 15500       | Saint-Flour    | Saint-Flour-1                    | CC Hautes Terres Communauté        | 22,38            | 78 (2022)                         | 3,5                | modifier les données · modifier les données |
| Molompize                     | 15127      | 15500       | Saint-Flour    | Saint-Flour-1                    | CC Hautes Terres Communauté        | 17,12            | 272 (2022)                        | 16                 | modifier les données · modifier les données |
| La Monselie                   | 15128      | 15240       | Mauriac        | Ydes                             | CC Sumène Artense                  | 9,49             | 119 (2022)                        | 13                 | modifier les données · modifier les données |
| Montboudif                    | 15129      | 15190       | Saint-Flour    | Riom-ès-Montagnes                | CC du Pays Gentiane                | 20,42            | 163 (2022)                        | 8,0                | modifier les données · modifier les données |
| Montchamp                     | 15130      | 15100       | Saint-Flour    | Saint-Flour-1                    | CC Saint-Flour Communauté          | 15,90            | 142 (2022)                        | 8,9                | modifier les données · modifier les données |
| Le Monteil                    | 15131      | 15240       | Mauriac        | Ydes                             | CC Sumène Artense                  | 23,47            | 269 (2022)                        | 11                 | modifier les données · modifier les données |
| Montgreleix                   | 15132      | 15190       | Saint-Flour    | Riom-ès-Montagnes                | CC du Massif du Sancy              | 17,63            | 31 (2022)                         | 1,8                | modifier les données · modifier les données |
| Montmurat                     | 15133      | 15600       | Aurillac       | Maurs                            | CC de la Châtaigneraie Cantalienne | 5,07             | 134 (2022)                        | 26                 | modifier les données · modifier les données |
| Montsalvy                     | 15134      | 15120       | Aurillac       | Arpajon-sur-Cère                 | CC de la Châtaigneraie Cantalienne | 20,29            | 832 (2022)                        | 41                 | modifier les données · modifier les données |
| Montvert                      | 15135      | 15150       | Aurillac       | Saint-Paul-des-Landes            | CC de la Châtaigneraie Cantalienne | 11,37            | 113 (2022)                        | 9,9                | modifier les données · modifier les données |
| Moussages                     | 15137      | 15380       | Mauriac        | Riom-ès-Montagnes                | CC du Pays de Mauriac              | 19,03            | 251 (2022)                        | 13                 | modifier les données · modifier les données |
| Murat                         | 15138      | 15300       | Saint-Flour    | Murat                            | CC Hautes Terres Communauté        | 20,26            | 1 770 (2022)                      | 87                 | modifier les données · modifier les données |
| Narnhac                       | 15139      | 15230       | Saint-Flour    | Saint-Flour-2                    | CC Saint-Flour Communauté          | 10,29            | 68 (2022)                         | 6,6                | modifier les données · modifier les données |
| Naucelles                     | 15140      | 15250       | Aurillac       | Naucelles                        | CA du Bassin d'Aurillac            | 11,69            | 2 164 (2022)                      | 185                | modifier les données · modifier les données |
| Neussargues-Moissac           | 15141      | 15170       | Saint-Flour    | Murat                            | CC Hautes Terres Communauté        | 13,62            | 834 (2022)                        | 61                 | modifier les données · modifier les données |
| Neuvéglise-sur-Truyère        | 15142      | 15100 15260 | Saint-Flour    | Neuvéglise-sur-Truyère           | CC Saint-Flour Communauté          | 125,23           | 1 689 (2022)                      | 13                 | modifier les données · modifier les données |
| Nieudan                       | 15143      | 15150       | Aurillac       | Saint-Paul-des-Landes            | CC de la Châtaigneraie Cantalienne | 12,40            | 106 (2022)                        | 8,5                | modifier les données · modifier les données |
| Omps                          | 15144      | 15290       | Aurillac       | Saint-Paul-des-Landes            | CC de la Châtaigneraie Cantalienne | 12,62            | 318 (2022)                        | 25                 | modifier les données · modifier les données |
| Pailherols                    | 15146      | 15800       | Aurillac       | Vic-sur-Cère                     | CC Cère et Goul en Carladès        | 25,98            | 137 (2022)                        | 5,3                | modifier les données · modifier les données |
| Parlan                        | 15147      | 15290       | Aurillac       | Saint-Paul-des-Landes            | CC de la Châtaigneraie Cantalienne | 24,12            | 470 (2022)                        | 19                 | modifier les données · modifier les données |
| Paulhac                       | 15148      | 15430       | Saint-Flour    | Saint-Flour-2                    | CC Saint-Flour Communauté          | 46,92            | 434 (2022)                        | 9,2                | modifier les données · modifier les données |
| Paulhenc                      | 15149      | 15230       | Saint-Flour    | Saint-Flour-2                    | CC Saint-Flour Communauté          | 23,69            | 258 (2022)                        | 11                 | modifier les données · modifier les données |
| Peyrusse                      | 15151      | 15170       | Saint-Flour    | Murat                            | CC Hautes Terres Communauté        | 29,26            | 141 (2022)                        | 4,8                | modifier les données · modifier les données |
| Pierrefort                    | 15152      | 15230       | Saint-Flour    | Saint-Flour-2                    | CC Saint-Flour Communauté          | 24,59            | 891 (2022)                        | 36                 | modifier les données · modifier les données |
| Pleaux                        | 15153      | 15700       | Mauriac        | Mauriac                          | CC du Pays de Salers               | 92,39            | 1 464 (2022)                      | 16                 | modifier les données · modifier les données |
| Polminhac                     | 15154      | 15800       | Aurillac       | Vic-sur-Cère                     | CC Cère et Goul en Carladès        | 29,03            | 1 205 (2022)                      | 42                 | modifier les données · modifier les données |
| Pradiers                      | 15155      | 15160       | Saint-Flour    | Murat                            | CC Hautes Terres Communauté        | 23,61            | 81 (2022)                         | 3,4                | modifier les données · modifier les données |
| Prunet                        | 15156      | 15130       | Aurillac       | Arpajon-sur-Cère                 | CC de la Châtaigneraie Cantalienne | 27,34            | 686 (2022)                        | 25                 | modifier les données · modifier les données |
| Puycapel                      | 15027      | 15340       | Aurillac       | Maurs                            | CC de la Châtaigneraie Cantalienne | 43,72            | 724 (2022)                        | 17                 | modifier les données · modifier les données |
| Quézac                        | 15157      | 15600       | Aurillac       | Maurs                            | CC de la Châtaigneraie Cantalienne | 16,43            | 347 (2022)                        | 21                 | modifier les données · modifier les données |
| Rageade                       | 15158      | 15500       | Saint-Flour    | Neuvéglise-sur-Truyère           | CC Hautes Terres Communauté        | 12,59            | 99 (2022)                         | 7,9                | modifier les données · modifier les données |
| Raulhac                       | 15159      | 15800       | Aurillac       | Vic-sur-Cère                     | CC Cère et Goul en Carladès        | 16,98            | 273 (2022)                        | 16                 | modifier les données · modifier les données |
| Reilhac                       | 15160      | 15250       | Aurillac       | Naucelles                        | CA du Bassin d'Aurillac            | 8,89             | 1 094 (2022)                      | 123                | modifier les données · modifier les données |
| Rézentières                   | 15161      | 15170       | Saint-Flour    | Saint-Flour-1                    | CC Saint-Flour Communauté          | 13,29            | 110 (2022)                        | 8,3                | modifier les données · modifier les données |
| Riom-ès-Montagnes             | 15162      | 15400       | Mauriac        | Riom-ès-Montagnes                | CC du Pays Gentiane                | 46,48            | 2 403 (2022)                      | 52                 | modifier les données · modifier les données |
| Roannes-Saint-Mary            | 15163      | 15220       | Aurillac       | Maurs                            | CC de la Châtaigneraie Cantalienne | 36,29            | 1 104 (2022)                      | 30                 | modifier les données · modifier les données |
| Roffiac                       | 15164      | 15100       | Saint-Flour    | Saint-Flour-1                    | CC Saint-Flour Communauté          | 21,26            | 562 (2022)                        | 26                 | modifier les données · modifier les données |
| Rouffiac                      | 15165      | 15150       | Aurillac       | Saint-Paul-des-Landes            | CC de la Châtaigneraie Cantalienne | 23,12            | 188 (2022)                        | 8,1                | modifier les données · modifier les données |
| Le Rouget-Pers                | 15268      | 15290       | Aurillac       | Saint-Paul-des-Landes            | CC de la Châtaigneraie Cantalienne | 24,28            | 1 288 (2022)                      | 53                 | modifier les données · modifier les données |
| Roumégoux                     | 15166      | 15290       | Aurillac       | Saint-Paul-des-Landes            | CC de la Châtaigneraie Cantalienne | 13,29            | 329 (2022)                        | 25                 | modifier les données · modifier les données |
| Rouziers                      | 15167      | 15600       | Aurillac       | Maurs                            | CC de la Châtaigneraie Cantalienne | 8,61             | 110 (2022)                        | 13                 | modifier les données · modifier les données |
| Ruynes-en-Margeride           | 15168      | 15320       | Saint-Flour    | Neuvéglise-sur-Truyère           | CC Saint-Flour Communauté          | 29,66            | 715 (2022)                        | 24                 | modifier les données · modifier les données |
| Saignes                       | 15169      | 15240       | Mauriac        | Ydes                             | CC Sumène Artense                  | 6,81             | 821 (2022)                        | 121                | modifier les données · modifier les données |
| Saint-Amandin                 | 15170      | 15190       | Saint-Flour    | Riom-ès-Montagnes                | CC du Pays Gentiane                | 31,89            | 227 (2022)                        | 7,1                | modifier les données · modifier les données |
| Saint-Antoine                 | 15172      | 15220       | Aurillac       | Maurs                            | CC de la Châtaigneraie Cantalienne | 7,22             | 85 (2022)                         | 12                 | modifier les données · modifier les données |
| Saint-Bonnet-de-Condat        | 15173      | 15190       | Saint-Flour    | Riom-ès-Montagnes                | CC du Pays Gentiane                | 17,32            | 113 (2022)                        | 6,5                | modifier les données · modifier les données |
| Saint-Bonnet-de-Salers        | 15174      | 15140       | Mauriac        | Mauriac                          | CC du Pays de Salers               | 32,67            | 254 (2022)                        | 7,8                | modifier les données · modifier les données |
| Saint-Cernin                  | 15175      | 15310       | Aurillac       | Naucelles                        | CC du Pays de Salers               | 46,75            | 1 047 (2022)                      | 22                 | modifier les données · modifier les données |
| Saint-Chamant                 | 15176      | 15140       | Mauriac        | Naucelles                        | CC du Pays de Salers               | 13,72            | 237 (2022)                        | 17                 | modifier les données · modifier les données |
| Saint-Cirgues-de-Jordanne     | 15178      | 15590       | Aurillac       | Vic-sur-Cère                     | CA du Bassin d'Aurillac            | 16,24            | 139 (2022)                        | 8,6                | modifier les données · modifier les données |
| Saint-Cirgues-de-Malbert      | 15179      | 15140       | Aurillac       | Naucelles                        | CC du Pays de Salers               | 16,21            | 250 (2022)                        | 15                 | modifier les données · modifier les données |
| Saint-Clément                 | 15180      | 15800       | Aurillac       | Vic-sur-Cère                     | CC Cère et Goul en Carladès        | 17,43            | 78 (2022)                         | 4,5                | modifier les données · modifier les données |
| Saint-Constant-Fournoulès     | 15181      | 15600       | Aurillac       | Maurs                            | CC de la Châtaigneraie Cantalienne | 28,98            | 568 (2022)                        | 20                 | modifier les données · modifier les données |
| Saint-Étienne-Cantalès        | 15182      | 15150       | Aurillac       | Saint-Paul-des-Landes            | CC de la Châtaigneraie Cantalienne | 11,21            | 124 (2022)                        | 11                 | modifier les données · modifier les données |
| Saint-Étienne-de-Carlat       | 15183      | 15130       | Aurillac       | Vic-sur-Cère                     | CC Cère et Goul en Carladès        | 10,62            | 124 (2022)                        | 12                 | modifier les données · modifier les données |
| Saint-Étienne-de-Chomeil      | 15185      | 15400       | Mauriac        | Riom-ès-Montagnes                | CC du Pays Gentiane                | 27,57            | 252 (2022)                        | 9,1                | modifier les données · modifier les données |
| Saint-Étienne-de-Maurs        | 15184      | 15600       | Aurillac       | Maurs                            | CC de la Châtaigneraie Cantalienne | 17,27            | 787 (2022)                        | 46                 | modifier les données · modifier les données |
| Saint-Flour                   | 15187      | 15100       | Saint-Flour    | Saint-Flour-1 Saint-Flour-2      | CC Saint-Flour Communauté          | 27,14            | 6 390 (2022)                      | 235                | modifier les données · modifier les données |
| Saint-Georges                 | 15188      | 15100       | Saint-Flour    | Neuvéglise-sur-Truyère           | CC Saint-Flour Communauté          | 33,14            | 1 176 (2022)                      | 35                 | modifier les données · modifier les données |
| Saint-Gérons                  | 15189      | 15150       | Aurillac       | Saint-Paul-des-Landes            | CC de la Châtaigneraie Cantalienne | 16,68            | 229 (2022)                        | 14                 | modifier les données · modifier les données |
| Saint-Hippolyte               | 15190      | 15400       | Mauriac        | Riom-ès-Montagnes                | CC du Pays Gentiane                | 13,92            | 98 (2022)                         | 7,0                | modifier les données · modifier les données |
| Saint-Illide                  | 15191      | 15310       | Aurillac       | Naucelles                        | CC du Pays de Salers               | 39,71            | 649 (2022)                        | 16                 | modifier les données · modifier les données |
| Saint-Jacques-des-Blats       | 15192      | 15800       | Aurillac       | Vic-sur-Cère                     | CC Cère et Goul en Carladès        | 31,48            | 292 (2022)                        | 9,3                | modifier les données · modifier les données |
| Saint-Julien-de-Toursac       | 15194      | 15600       | Aurillac       | Maurs                            | CC de la Châtaigneraie Cantalienne | 9,44             | 102 (2022)                        | 11                 | modifier les données · modifier les données |
| Saint-Mamet-la-Salvetat       | 15196      | 15220       | Aurillac       | Maurs                            | CC de la Châtaigneraie Cantalienne | 51,49            | 1 537 (2022)                      | 30                 | modifier les données · modifier les données |
| Saint-Martial                 | 15199      | 15110       | Saint-Flour    | Neuvéglise-sur-Truyère           | CC Saint-Flour Communauté          | 14,19            | 71 (2022)                         | 5,0                | modifier les données · modifier les données |
| Saint-Martin-Cantalès         | 15200      | 15140       | Mauriac        | Mauriac                          | CC du Pays de Salers               | 19,59            | 154 (2022)                        | 7,9                | modifier les données · modifier les données |
| Saint-Martin-sous-Vigouroux   | 15201      | 15230       | Saint-Flour    | Saint-Flour-2                    | CC Saint-Flour Communauté          | 19,29            | 219 (2022)                        | 11                 | modifier les données · modifier les données |
| Saint-Martin-Valmeroux        | 15202      | 15140       | Mauriac        | Mauriac                          | CC du Pays de Salers               | 25,92            | 713 (2022)                        | 28                 | modifier les données · modifier les données |
| Saint-Mary-le-Plain           | 15203      | 15500       | Saint-Flour    | Saint-Flour-1                    | CC Hautes Terres Communauté        | 21,80            | 186 (2022)                        | 8,5                | modifier les données · modifier les données |
| Saint-Paul-de-Salers          | 15205      | 15140       | Mauriac        | Mauriac                          | CC du Pays de Salers               | 36,57            | 105 (2022)                        | 2,9                | modifier les données · modifier les données |
| Saint-Paul-des-Landes         | 15204      | 15250       | Aurillac       | Saint-Paul-des-Landes            | CA du Bassin d'Aurillac            | 19,00            | 1 538 (2022)                      | 81                 | modifier les données · modifier les données |
| Saint-Pierre                  | 15206      | 15350       | Mauriac        | Ydes                             | CC Sumène Artense                  | 14,27            | 146 (2022)                        | 10                 | modifier les données · modifier les données |
| Saint-Poncy                   | 15207      | 15500       | Saint-Flour    | Saint-Flour-1                    | CC Hautes Terres Communauté        | 40,37            | 337 (2022)                        | 8,3                | modifier les données · modifier les données |
| Saint-Projet-de-Salers        | 15208      | 15140       | Mauriac        | Naucelles                        | CC du Pays de Salers               | 36,32            | 133 (2022)                        | 3,7                | modifier les données · modifier les données |
| Saint-Rémy-de-Chaudes-Aigues  | 15209      | 15110       | Saint-Flour    | Neuvéglise-sur-Truyère           | CC Saint-Flour Communauté          | 14,87            | 121 (2022)                        | 8,1                | modifier les données · modifier les données |
| Saint-Santin-Cantalès         | 15211      | 15150       | Aurillac       | Saint-Paul-des-Landes            | CC de la Châtaigneraie Cantalienne | 34,28            | 285 (2022)                        | 8,3                | modifier les données · modifier les données |
| Saint-Santin-de-Maurs         | 15212      | 15600       | Aurillac       | Maurs                            | CC de la Châtaigneraie Cantalienne | 14,52            | 365 (2022)                        | 25                 | modifier les données · modifier les données |
| Saint-Saturnin                | 15213      | 15190       | Saint-Flour    | Murat                            | CC Hautes Terres Communauté        | 38,71            | 191 (2022)                        | 4,9                | modifier les données · modifier les données |
| Saint-Saury                   | 15214      | 15290       | Aurillac       | Saint-Paul-des-Landes            | CC de la Châtaigneraie Cantalienne | 30,11            | 178 (2022)                        | 5,9                | modifier les données · modifier les données |
| Saint-Simon                   | 15215      | 15130       | Aurillac       | Vic-sur-Cère                     | CA du Bassin d'Aurillac            | 27,27            | 1 142 (2022)                      | 42                 | modifier les données · modifier les données |
| Saint-Urcize                  | 15216      | 15110       | Saint-Flour    | Neuvéglise-sur-Truyère           | CC Saint-Flour Communauté          | 54,30            | 449 (2022)                        | 8,3                | modifier les données · modifier les données |
| Saint-Victor                  | 15217      | 15150       | Aurillac       | Saint-Paul-des-Landes            | CC de la Châtaigneraie Cantalienne | 13,53            | 96 (2022)                         | 7,1                | modifier les données · modifier les données |
| Saint-Vincent-de-Salers       | 15218      | 15380       | Mauriac        | Riom-ès-Montagnes                | CC du Pays de Salers               | 18,87            | 70 (2022)                         | 3,7                | modifier les données · modifier les données |
| Sainte-Anastasie              | 15171      |             | Saint-Flour    | Murat                            | CC Hautes Terres Communauté        | 15,88            | 124 (2022)                        | 7,8                | modifier les données · modifier les données |
| Sainte-Eulalie                | 15186      | 15140       | Mauriac        | Mauriac                          | CC du Pays de Salers               | 14,51            | 231 (2022)                        | 16                 | modifier les données · modifier les données |
| Sainte-Marie                  | 15198      | 15230       | Saint-Flour    | Saint-Flour-2                    | CC Saint-Flour Communauté          | 17,87            | 103 (2022)                        | 5,8                | modifier les données · modifier les données |
| Salers                        | 15219      | 15140       | Mauriac        | Mauriac                          | CC du Pays de Salers               | 4,85             | 312 (2022)                        | 64                 | modifier les données · modifier les données |
| Salins                        | 15220      | 15200       | Mauriac        | Mauriac                          | CC du Pays de Mauriac              | 8,75             | 144 (2022)                        | 16                 | modifier les données · modifier les données |
| Sansac-de-Marmiesse           | 15221      | 15130       | Aurillac       | Maurs                            | CA du Bassin d'Aurillac            | 14,35            | 1 388 (2022)                      | 97                 | modifier les données · modifier les données |
| Sansac-Veinazès               | 15222      | 15120       | Aurillac       | Arpajon-sur-Cère                 | CC de la Châtaigneraie Cantalienne | 12,56            | 201 (2022)                        | 16                 | modifier les données · modifier les données |
| Sauvat                        | 15223      | 15240       | Mauriac        | Ydes                             | CC Sumène Artense                  | 14,48            | 217 (2022)                        | 15                 | modifier les données · modifier les données |
| La Ségalassière               | 15224      | 15290       | Aurillac       | Saint-Paul-des-Landes            | CC de la Châtaigneraie Cantalienne | 6,57             | 123 (2022)                        | 19                 | modifier les données · modifier les données |
| Ségur-les-Villas              | 15225      | 15300       | Saint-Flour    | Murat                            | CC Hautes Terres Communauté        | 26,69            | 215 (2022)                        | 8,1                | modifier les données · modifier les données |
| Sénezergues                   | 15226      | 15340       | Aurillac       | Arpajon-sur-Cère                 | CC de la Châtaigneraie Cantalienne | 17,61            | 209 (2022)                        | 12                 | modifier les données · modifier les données |
| Siran                         | 15228      | 15150       | Aurillac       | Saint-Paul-des-Landes            | CC de la Châtaigneraie Cantalienne | 50,88            | 461 (2022)                        | 9,1                | modifier les données · modifier les données |
| Soulages                      | 15229      | 15100       | Saint-Flour    | Neuvéglise-sur-Truyère           | CC Saint-Flour Communauté          | 15,09            | 83 (2022)                         | 5,5                | modifier les données · modifier les données |
| Sourniac                      | 15230      | 15200       | Mauriac        | Ydes                             | CC du Pays de Mauriac              | 11,72            | 196 (2022)                        | 17                 | modifier les données · modifier les données |
| Talizat                       | 15231      | 15170       | Saint-Flour    | Saint-Flour-1                    | CC Saint-Flour Communauté          | 37,62            | 596 (2022)                        | 16                 | modifier les données · modifier les données |
| Tanavelle                     | 15232      | 15100       | Saint-Flour    | Saint-Flour-2                    | CC Saint-Flour Communauté          | 13,58            | 220 (2022)                        | 16                 | modifier les données · modifier les données |
| Teissières-de-Cornet          | 15233      | 15250       | Aurillac       | Naucelles                        | CA du Bassin d'Aurillac            | 9,32             | 322 (2022)                        | 35                 | modifier les données · modifier les données |
| Teissières-lès-Bouliès        | 15234      | 15130       | Aurillac       | Vic-sur-Cère                     | CC de la Châtaigneraie Cantalienne | 19,51            | 339 (2022)                        | 17                 | modifier les données · modifier les données |
| Les Ternes                    | 15235      | 15100       | Saint-Flour    | Saint-Flour-2                    | CC Saint-Flour Communauté          | 19,13            | 567 (2022)                        | 30                 | modifier les données · modifier les données |
| Thiézac                       | 15236      | 15800       | Aurillac       | Vic-sur-Cère                     | CC Cère et Goul en Carladès        | 41,70            | 596 (2022)                        | 14                 | modifier les données · modifier les données |
| Tiviers                       | 15237      | 15100       | Saint-Flour    | Saint-Flour-1                    | CC Saint-Flour Communauté          | 13,53            | 164 (2022)                        | 12                 | modifier les données · modifier les données |
| Tournemire                    | 15238      | 15310       | Aurillac       | Naucelles                        | CC du Pays de Salers               | 9,68             | 122 (2022)                        | 13                 | modifier les données · modifier les données |
| Trémouille                    | 15240      | 15270       | Mauriac        | Ydes                             | CC Sumène Artense                  | 29,09            | 169 (2022)                        | 5,8                | modifier les données · modifier les données |
| La Trinitat                   | 15241      | 15110       | Saint-Flour    | Neuvéglise-sur-Truyère           | CC Saint-Flour Communauté          | 17,57            | 51 (2022)                         | 2,9                | modifier les données · modifier les données |
| Le Trioulou                   | 15242      | 15600       | Aurillac       | Maurs                            | CC de la Châtaigneraie Cantalienne | 5,87             | 98 (2022)                         | 17                 | modifier les données · modifier les données |
| Trizac                        | 15243      | 15400       | Mauriac        | Riom-ès-Montagnes                | CC du Pays Gentiane                | 44,90            | 449 (2022)                        | 10                 | modifier les données · modifier les données |
| Ussel                         | 15244      | 15300       | Saint-Flour    | Murat                            | CC Saint-Flour Communauté          | 10,34            | 458 (2022)                        | 44                 | modifier les données · modifier les données |
| Vabres                        | 15245      | 15100       | Saint-Flour    | Neuvéglise-sur-Truyère           | CC Saint-Flour Communauté          | 18,83            | 251 (2022)                        | 13                 | modifier les données · modifier les données |
| Val d'Arcomie                 | 15108      | 15320       | Saint-Flour    | Neuvéglise-sur-Truyère           | CC Saint-Flour Communauté          | 86,27            | 946 (2022)                        | 11                 | modifier les données · modifier les données |
| Valette                       | 15246      | 15400       | Mauriac        | Riom-ès-Montagnes                | CC du Pays Gentiane                | 14,90            | 237 (2022)                        | 16                 | modifier les données · modifier les données |
| Valjouze                      | 15247      | 15170       | Saint-Flour    | Saint-Flour-1                    | CC Hautes Terres Communauté        | 3,05             | 24 (2022)                         | 7,9                | modifier les données · modifier les données |
| Valuéjols                     | 15248      | 15300       | Saint-Flour    | Saint-Flour-2                    | CC Saint-Flour Communauté          | 38,51            | 578 (2022)                        | 15                 | modifier les données · modifier les données |
| Le Vaulmier                   | 15249      | 15380       | Mauriac        | Riom-ès-Montagnes                | CC du Pays de Salers               | 17,51            | 61 (2022)                         | 3,5                | modifier les données · modifier les données |
| Vebret                        | 15250      | 15240       | Mauriac        | Ydes                             | CC Sumène Artense                  | 24,43            | 514 (2022)                        | 21                 | modifier les données · modifier les données |
| Védrines-Saint-Loup           | 15251      | 15100       | Saint-Flour    | Neuvéglise-sur-Truyère           | CC Saint-Flour Communauté          | 27,56            | 120 (2022)                        | 4,4                | modifier les données · modifier les données |
| Velzic                        | 15252      | 15590       | Aurillac       | Vic-sur-Cère                     | CA du Bassin d'Aurillac            | 11,26            | 402 (2022)                        | 36                 | modifier les données · modifier les données |
| Vernols                       | 15253      | 15160       | Saint-Flour    | Murat                            | CC Hautes Terres Communauté        | 24,20            | 59 (2022)                         | 2,4                | modifier les données · modifier les données |
| Veyrières                     | 15254      | 15350       | Mauriac        | Ydes                             | CC Sumène Artense                  | 13,67            | 120 (2022)                        | 8,8                | modifier les données · modifier les données |
| Vézac                         | 15255      | 15130       | Aurillac       | Vic-sur-Cère                     | CA du Bassin d'Aurillac            | 15,02            | 1 314 (2022)                      | 87                 | modifier les données · modifier les données |
| Vèze                          | 15256      | 15160       | Saint-Flour    | Murat                            | CC Hautes Terres Communauté        | 25,46            | 64 (2022)                         | 2,5                | modifier les données · modifier les données |
| Vezels-Roussy                 | 15257      | 15130       | Aurillac       | Vic-sur-Cère                     | CA du Bassin d'Aurillac            | 12,87            | 131 (2022)                        | 10                 | modifier les données · modifier les données |
| Vic-sur-Cère                  | 15258      | 15800       | Aurillac       | Vic-sur-Cère                     | CC Cère et Goul en Carladès        | 29,37            | 1 908 (2022)                      | 65                 | modifier les données · modifier les données |
| Vieillespesse                 | 15259      | 15500       | Saint-Flour    | Saint-Flour-1                    | CC Saint-Flour Communauté          | 24,91            | 261 (2022)                        | 10                 | modifier les données · modifier les données |
| Vieillevie                    | 15260      | 15120       | Aurillac       | Arpajon-sur-Cère                 | CC de la Châtaigneraie Cantalienne | 9,65             | 104 (2022)                        | 11                 | modifier les données · modifier les données |
| Le Vigean                     | 15261      | 15200       | Mauriac        | Mauriac                          | CC du Pays de Mauriac              | 28,99            | 800 (2022)                        | 28                 | modifier les données · modifier les données |
| Villedieu                     | 15262      | 15100       | Saint-Flour    | Saint-Flour-2                    | CC Saint-Flour Communauté          | 18,99            | 544 (2022)                        | 29                 | modifier les données · modifier les données |
| Virargues                     | 15263      | 15300       | Saint-Flour    | Murat                            | CC Hautes Terres Communauté        | 11,03            | 117 (2022)                        | 11                 | modifier les données · modifier les données |
| Vitrac                        | 15264      | 15220       | Aurillac       | Maurs                            | CC de la Châtaigneraie Cantalienne | 17,88            | 269 (2022)                        | 15                 | modifier les données · modifier les données |
| Ydes                          | 15265      | 15210       | Mauriac        | Ydes                             | CC Sumène Artense                  | 17,36            | 1 633 (2022)                      | 94                 | modifier les données · modifier les données |
| Yolet                         | 15266      | 15130       | Aurillac       | Vic-sur-Cère                     | CA du Bassin d'Aurillac            | 9,82             | 595 (2022)                        | 61                 | modifier les données · modifier les données |
| Ytrac                         | 15267      | 15000 15130 | Aurillac       | Aurillac-1                       | CA du Bassin d'Aurillac            | 38,37            | 4 316 (2022)                      | 112                | modifier les données · modifier les données |
| Cantal                        | 15         |             |                |                                  |                                    | 5 726,00         | 144 399 (2022)                    | 25                 | modifier les données                        |